# Absturz einer MiG-21 in Cottbus 1975
Der Absturz einer MiG-21 in Cottbus 1975 gilt als der schwerste Unfall mit einem Militärflugzeug der Nationalen Volksarmee (NVA) der DDR. Er ereignete sich am 14. Januar 1975 im Cottbuser Stadtteil Schmellwitz. Eine MiG-21 SPS der Luftstreitkräfte der NVA stürzte auf einem vom Flugplatz Cottbus-Nord ausgehenden Werkstattflug im Landeanflug in ein Wohngebäude. Sechs Bewohnerinnen sowie der Pilot kamen ums Leben.

## Absturz
Major Peter Makowicka, Angehöriger des in Cottbus stationierten Jagdfliegergeschwaders 1, war am 14. Januar 1975 mit einer MiG-21 SPS vom Flugplatz Cottbus-Nord nach einem Triebwerkswechsel zu einem Werkstattflug gestartet. Wegen schlechten Wetters war der Flug mehrmals verschoben worden. Die Maschine führte keine Munition mit sich. Beim Landeanflug, den Makowicka kurz nach 10 Uhr einleitete, fuhr er das Fahrwerk aus, wobei sich eine nicht korrekt befestigte Wartungsklappe des Verdichters löste. Vor dem Start war die Klappe wegen des im Ansaugkanal herrschenden Unterdrucks nicht abgefallen. Nach dem Start verhinderte das eingefahrene Rad des Hauptfahrwerks das Abfallen. Da während der Landung aufgrund des gedrosselten Triebwerks im Ansaugkanal ein Überdruck herrscht, wurde die Luke nach Ausfahren des Fahrwerks abgesprengt. Durch das entstandene Leck im Luftansaugschacht konnte nun Luft entweichen, wodurch die Strömung zum und im Triebwerk so erheblich gestört wurde, dass es zum Flammabriss und damit zum Triebwerksausfall kam.
Makowicka meldete dem Flugleiter den Ausfall und mindestens einen gescheiterten Versuch, das Triebwerk neu zu starten. Der Flugleiter forderte ihn auf, sich mit dem Schleudersitz zu retten, was dem Piloten wahrscheinlich das Leben gerettet hätte. Er kam der Aufforderung jedoch nicht nach und versuchte vielmehr, das nunmehr antriebslose Flugzeug trotz schlechter Gleitfähigkeit des Deltaflüglers noch über die dichte Bebauung hinwegzuziehen. So überflog Makowicka unter anderem noch die Produktionshallen des Textilkombinats Cottbus, einen Kindergarten und eine Schule. Gegen 10:10 Uhr prallte das Flugzeug in einen fünfgeschossigen Plattenbau und durchschlug die zweite und dritte Etage des Aufgangs Schmellwitzer Straße 2. Das Flugzeug blieb so im Betonbau stecken, dass sein Heck aus dem Gebäude ragte. Aus den zerstörten Treibstoffbehältern traten insgesamt etwa 800 Liter Kerosin fast schlagartig aus und entfachten ein Feuer mit Temperaturen um 1000 °C, das sich rasch ausbreitete.

## Rettungs- und Löscheinsatz
Kurz nach dem Absturz trafen Kräfte des Deutschen Roten Kreuzes ein. Die Erstversorgung der Verletzten hatte bereits die Ambulanz des Textilkombinats übernommen, sodass die ersten Verletzten schnell abtransportiert werden konnten. Kurz darauf trafen auch die Einsatzkräfte der Cottbuser Feuerwehr und der Feuerwehr der NVA am Unfallort ein. Der Treibstoff des Flugzeugs sorgte für verpuffungsähnliche Aufflammungen. Durch die extrem hohen Temperaturen, die zum Schmelzen von Magnesium und Aluminium führten, wurde die Arbeit der Feuerwehr stark erschwert. Da der Feuerwehr zunächst nicht bekannt war, dass das Flugzeug keine Munition mit sich geführt hatte, ging sie von hoher Explosionsgefahr aus. Auch aus diesem Grund evakuierte sie die beiden Nebeneingänge. Dabei mussten 18 Wohnungstüren aufgebrochen werden. Zunächst setzte die Feuerwehr Löschschaum ein, der wirksam den Brand des Kerosins bekämpfte. Später stellte sie auf Wasser um, um ein Ersticken oder Verätzen von noch im Gebäude befindlichen Personen zu verhindern. Eine Frau konnte lebend aus dem Feuer gerettet werden. Sie hatte in einer Löschwasserlache überlebt.

## Opfer
Neben dem 33-jährigen Piloten Peter Makowicka, der eine Ehefrau hinterließ, starben fünf Bewohnerinnen des Wohnblocks direkt an der Absturzstelle. Sie alle waren Mitarbeiterinnen des Textilkombinats, zu dem der Wohnblock als Ledigenwohnheim gehörte. Ein 20-jähriges Opfer stammte aus Wittenberge, zwei 20- und 21-Jährige aus Drochow und eine 19-Jährige aus Wittmannsdorf bei Luckau. Außerdem starb eine 52-jährige Polin, die erst ein halbes Jahr zuvor in die DDR gezogen war. Eine weitere Bewohnerin, die mit einer schweren Rauchgasvergiftung ins Cottbuser Krankenhaus eingeliefert wurde, starb dort später. Ihre Identität ist nicht vollkommen geklärt; vermutlich war sie eine 26-jährige Polin.
Neben den Todesopfern gab es mehrere Verletzte. 16 Menschen wurden ins Krankenhaus eingeliefert. Darunter befanden sich fünf Schwerverletzte. Die meisten hatten sich verletzt, als sie in Panik aus dem Fenster sprangen. Einer Frau wurde dabei ein Arm abgetrennt, als sie auf das Metallgeländer einer Kellertreppe aufschlug.

## Folgen

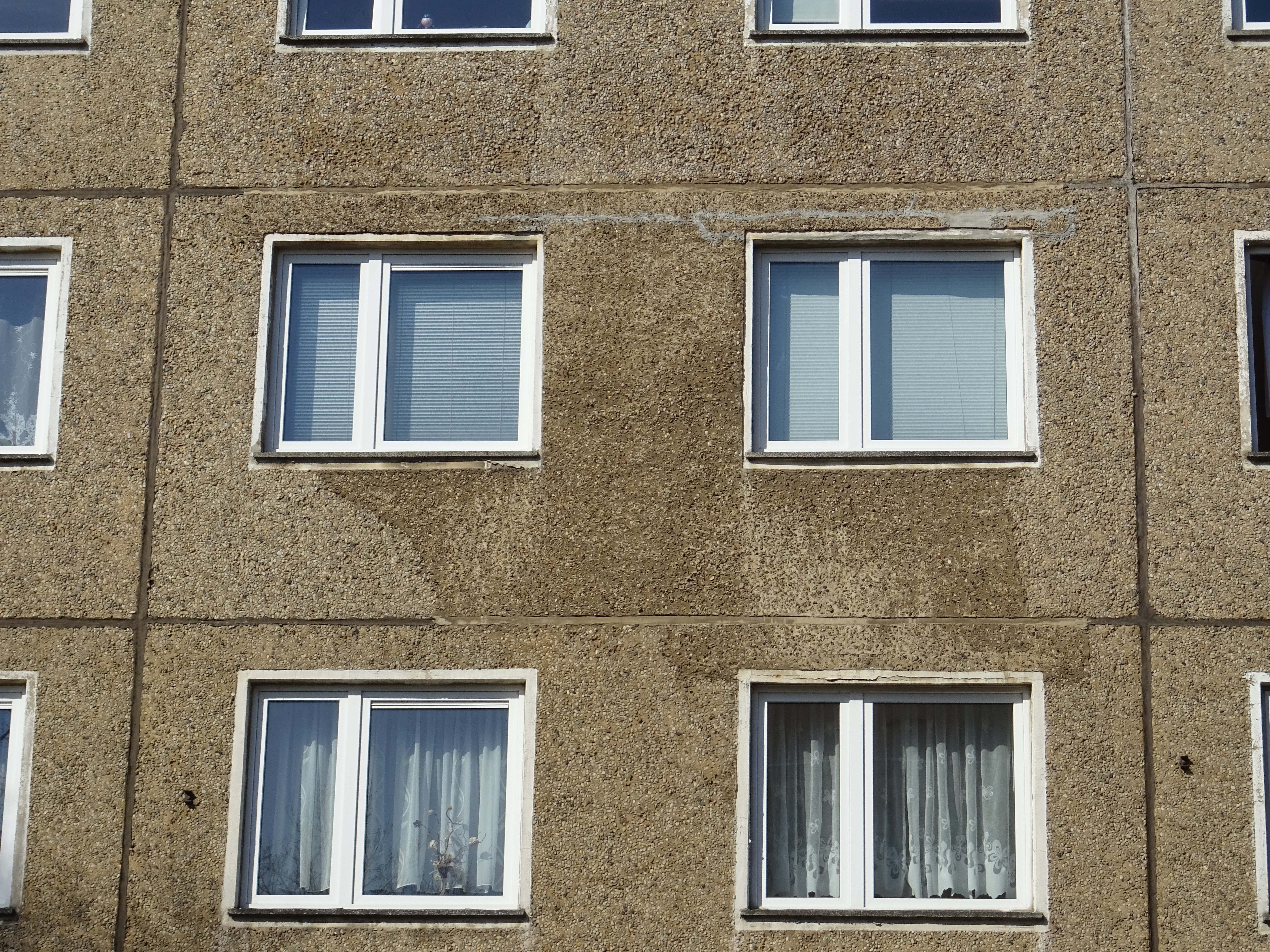
Dritte Etage der Schmellwitzer Straße 2 im April 2018. Das reparierte Loch ist noch immer erkennbar.

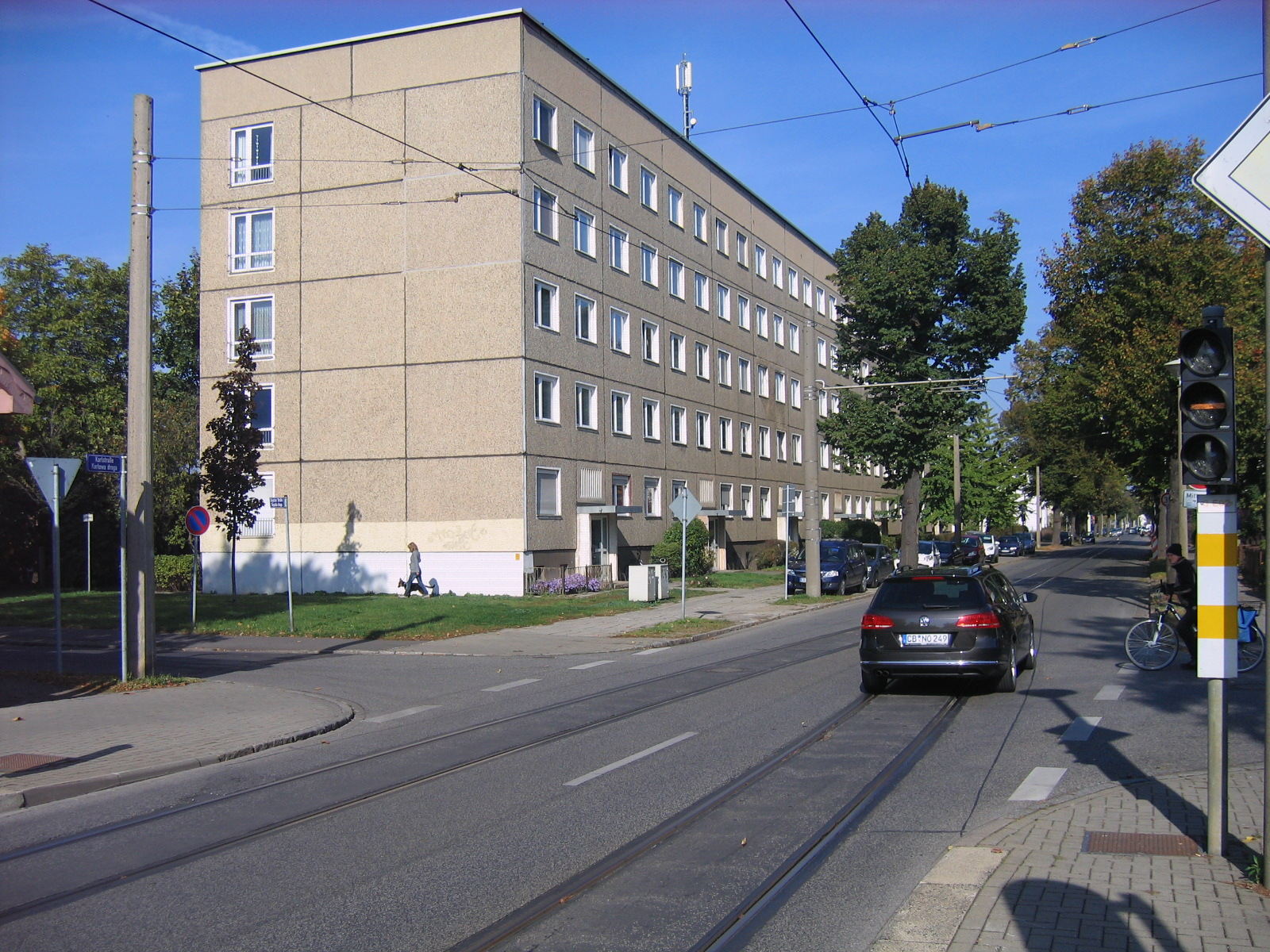
Gesamtansicht des Wohnblocks (2012)

Das Flugzeug wurde noch am Nachmittag des Absturzes geborgen. Das Loch in der Fassade des Wohnblocks wurde innerhalb von zwei Tagen geschlossen. Diese Reparatur war auch 40 Jahre nach dem Unfall noch zu erkennen. Nach einer Fassadensanierung Anfang der 2020er Jahre ist dies mittlerweile nicht mehr der Fall.
Das Wrack wurde zunächst zur Untersuchung in das Instandhaltungswerk Ludwigsfelde gebracht. Dort konnte jedoch kein Grund für den Ausfall am Triebwerk festgestellt werden. Bei einer weiteren Untersuchung in Cottbus wurde dann anhand der Brandspuren am Wrack das Fehlen der Wartungsklappe während des Brandes bemerkt. Nähere Untersuchungen ergaben, dass der verantwortliche Flugzeugwart die Klappe nicht korrekt befestigt hatte. Da er wegen der Verschiebungen des Fluges mehrfach umsonst das Flugzeug zum Start vorbereiten musste, verwendete er zur Erleichterung statt der vorgesehenen 28 Schnellverschlüsse nur 2 oder 3. Ob er dies vor dem Start vergessen hatte oder darauf hoffte, dass nichts passiert, konnte nicht festgestellt werden. Der Techniker wurde im April 1975 vom Militärobergericht Berlin zu einer Freiheitsstrafe von fünf Jahren verurteilt.
Die staatliche Nachrichtenagentur ADN veröffentlichte zum Absturz nur eine kurze Meldung, die unter anderem in der Lausitzer Rundschau und am 16. Januar im Neuen Deutschland erschien. Details, wie die Identität der Opfer und die Anzahl der Verletzten, wurden nicht veröffentlicht und konnten erst nach der Deutschen Wiedervereinigung aus Akten des Ministeriums für Staatssicherheit ermittelt werden.
Der Absturz löste heftigen Unmut in der Cottbuser Bevölkerung aus. Sie forderte ein Einstellen des Flugverkehrs von Strahljägern vom Cottbuser Flugplatz. So drohten Mitarbeiter des Textilkombinats mit Streik. Mütter wollten ihre Kinder nicht mehr in den in der Einflugschneise befindlichen Kindergarten bringen. Anwohner forderten vom Rat der Stadt Wohnungen in anderen Stadtteilen. All dies wurde von Mitarbeitern des Ministeriums für Staatssicherheit festgehalten. Mindestens einer der sich Beschwerenden wurde von der Staatssicherheit unter Druck gesetzt. Aber nicht nur die Bevölkerung äußerte ihren Unmut, sondern auch Mitglieder des Rates des Bezirkes Cottbus forderten das Verlegen der Flieger.
Wohl aufgrund dieser Beschwerden und befürchteter weiterer Unfälle über dicht bebautem Gebiet wurde 1975 vom Nationalen Verteidigungsrat der DDR der Ausbau des Flugplatzes Holzdorf für die spätere Verlegung des Jagdfliegergeschwaders 1 dorthin beschlossen. Dieses Vorhaben diente gemäß dem Tagesordnungspunkt der Sitzung am 3. Juli der „Gewährleistung der Sicherheit für das Stadtgebiet Cottbus“. Die Verlegung erfolgte 1982. An Stelle des Flugzeuggeschwaders wurde in Cottbus das Kampfhubschraubergeschwader 3 stationiert, von dem eine geringere Gefahr für die Bevölkerung ausging. Trotz der Verlegung des Jagdfliegergeschwaders 1 nach Holzdorf kam es 1985 erneut zu einem Absturz einer MiG-21 in Cottbus. Sie gehörte zum Jagdfliegergeschwader 7, das in Drewitz nordöstlich von Cottbus stationiert war. Beim Absturz wurden zwei Personen verletzt.

## Ehrungen und Gedenken
Der Vorfall gilt als der schwerste Unfall mit einem Militärflugzeug der NVA. Zwei Tage nach dem Absturz wurde dem Piloten Makowicka postum der Kampforden „Für Verdienste um Volk und Vaterland“ in Gold verliehen. Er wurde mit militärischen Ehren auf dem Cottbuser Südfriedhof beigesetzt. Drei Tage nach dem Absturz fand eine Trauerfeier im Textilkombinat statt. Von dieser sollte nach Akten der Staatssicherheit eine Angehörigenfamilie ferngehalten werden. Zum einen hatte sie gerade Besuch aus der Bundesrepublik, zum anderen soll sie der DDR „nicht wohlgesonnen“ gewesen sein.

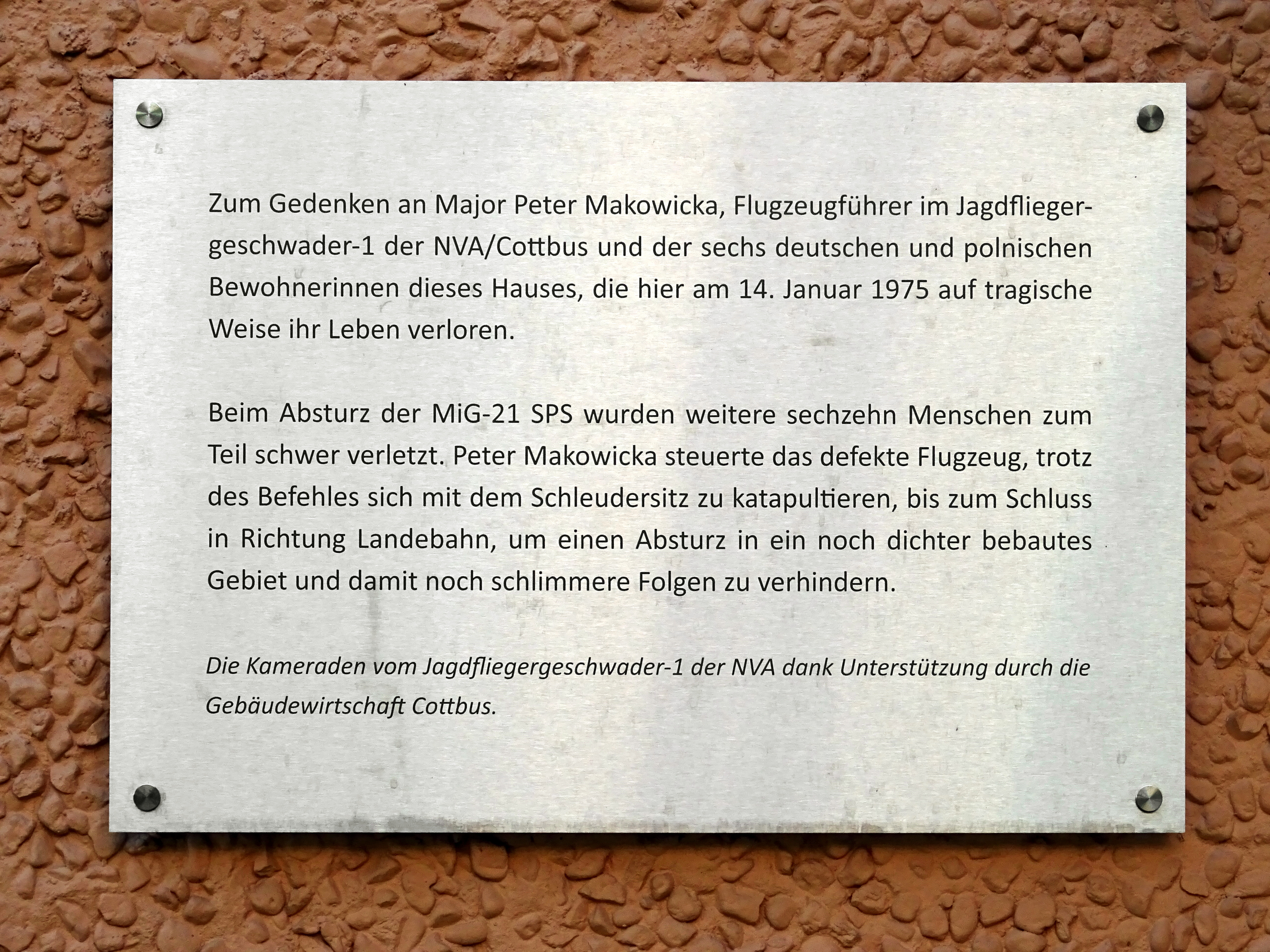
Gedenktafel an der Schmellwitzer Straße 2

2015 regte eine Cottbuserin an, eine Straße nach Makowicka zu benennen und zudem eine Gedenktafel anzubringen. Der Vorschlag wurde vom Cottbuser Oberbürgermeister Holger Kelch unterstützt. Im Juli 2024 wurde am Absturzort eine Gedenktafel für Makowicka und die beim Absturz ums Leben gekommenen Bewohnerinnen angebracht. Die Initiative dafür ging von früheren Angehörigen des Jagdfliegergeschwaders 1 aus und wurde von der Gebäudewirtschaft Cottbus unterstützt.
Am 15. Januar 2015 beschäftigte sich die MDR-Sendung Lebensretter mit dem Absturz. Dabei kamen auch damalige Helfer zu Wort. Auch in der ersten Folge der ZDF-Dokumentation Die schwersten Unglücke der DDR aus dem Jahr 2016 wird vom Absturz berichtet.